# Harold Solomon
Harold Solomon (Washington DC, 22 de Agosto de 1952) é um ex-tenista profissional estadunidense.

## Grand Slam finais

### Simples (1 vice)
| Resultado | Ano  | Campeonato       | Oponente        | Placar             |
| Vice      | 1976 | Aberto da França | Adriano Panatta | 1–6, 4–6, 6–4, 6–7 |